# Medkrajevna avtobusna linija št. 47 (LPP)
Medkrajevna avtobusna linija številka 47 Ljubljana – Brezovica – Sinja Gorica P+R – Vrhnika (področje Vrhnika) je najfrekventnejša linija v ljubljanskem javnem medkrajevnem potniškem prometu. Povezuje prestolnico z jugozahodnimi predmestnimi naselji na obrobju ljubljanskega barja vse do Vrhnike. Skupna dolžina linije je 22 kilometrov, čas vožnje avtobusov znaša 38 minut.

## Zgodovina
Že pred drugo svetovno vojno je bila Vrhnika z Ljubljano povezana z avtobusno progo. Tedaj sta na njej vozila dva rdeča avtobusa znamke Fiat podjetnika Wiessbauerja. V prestolnici je imel avtobus začetno postajališče na Kongresnem trgu. Pozimi leta 1930 je bil eden izmed avtobusov pri Drenovem Griču udeležen v trčenju z vlakom, pri čemer je bilo poškodovanih več ljudi, voznik pa je zaradi hudih opeklin umrl. To je bila prva večja nesreča avtobusa na naših tleh.
Avtobusna povezava med krajema je po letu 1966 postala nepogrešljiva, saj so tedaj ukinili in razdrli železniško progo do Vrhnike. Potniški promet so namesto vlakov prevzeli avtobusi. Ker se je število potnikov zelo povečalo, so morali na linijo razporediti zgibne avtobuse in povečati število voženj.
V drugi polovici 90. let 20. stoletja je zaradi povečanega avtomobilskega prometa pričelo upadati število potnikov na vseh avtobusnih progah. Avtobusi na progi 47 so pričeli voziti redkeje, vse pogosteje so zgibne avtobuse nadomeščali enojni. Zaradi podvajanja trase do Vrhnike je danes nekaj odhodov kombiniranih z linijo 48 do Logatca oz Kalc.
Oktobra 2015 je bilo v Sinji Gorici odprto parkirišče Parkiraj in se pelji (P+R).

## Trasa
- smer Ljubljana – Vrhnika: Trg OF (Avtobusna postaja) - Tivolska cesta - Bleiweisova cesta - Tržaška cesta (Ljubljana) - Tržaška cesta (Brezovica) - Vrhniška cesta - Ljubljanska cesta (Dragomer) - Loška cesta - cesta 409 - Drenov Grič - cesta 409 - Ljubljanska cesta (Vrhnika) - Tržaška cesta (Vrhnika) - Cesta 6. maja - Na Klisu - Voljčeva cesta.
- smer Vrhnika – Ljubljana: Voljčeva cesta - Cesta 6. maja - Tržaška cesta (Vrhnika) - Ljubljanska cesta (Vrhnika) - cesta 409 - Drenov Grič - cesta 409 - Loška cesta - Ljubljanska cesta (Dragomer) - Vrhniška cesta - Tržaška cesta (Brezovica) - Tržaška cesta (Ljubljana) - Bleiweisova cesta - Tivolska cesta - Trg OF (Avtobusna postaja).

## Režim obratovanja
Linija obratuje vse dni v letu, in sicer od ponedeljka do petka od 4.51 do 23.00, ob sobotah od 4.50 do 23.00, ter ob nedeljah in praznikih od 5.00 do 22.20. Najpogosteje avtobusi obratujejo od ponedeljka do petka v prometnih konicah. 

### Preglednice časovnih presledkov
| čas           | interval v minutah (zimski/poletni vozni red) |
| ------------- | --------------------------------------------- |
| 4.50 - 6.00   | 20 / 30                                       |
| 6.00 - 7.00   | 15 / 30                                       |
| 7.00 - 7.45   | 20 / 30                                       |
| 7.45 - 12.00  | 30 / 40                                       |
| 12.00 - 14.00 | 20 / 30                                       |
| 14.00 - 16.00 | 20 / 25                                       |
| 16.00 - 20.30 | 30 / 40                                       |
| 20.30 - 23.00 | 40-60 / 40-60                                 |

| čas           | interval v minutah |
| ------------- | ------------------ |
| 4.50 - 6.00   | 50                 |
| 6.00 - 8.00   | 20-30              |
| 8.00 - 11.00  | 60                 |
| 11.00 - 15.00 | 30-45              |
| 15.00 - 20.30 | 60                 |
| 20.30 - 23.00 | 40-110             |

| čas          | interval v minutah |
| ------------ | ------------------ |
| 5.00 - 6.30  | 90                 |
| 6.30 - 22.20 | 120                |

- Vozni red linije: Arhivirano 2020-06-01 na Wayback Machine.